# نيلسون جورج كراسكيل
نيلسون جورج كارخل (بالإنجليزية Nelson George Kraschel) وهو سياسي أمريكي ينتمي إلى الحزب الديمقراطي ولد جورج نيلسون كارخل في 27 تشرين الأول - أكتوبر من سنة 1889 في ولاية ألينوي الأمريكية شغل جورج نيلسون كارخل منصب حاكم على ولاية آيوا ما بين عامي 1937 إلى عام 1939 توفي جورج نيلسون كارخل في 15 أذار - مارس من سنة 1957 في ولاية آيوا.